# Церковь Святого Евангелиста Луки (Кункова)
 Памятник культуры Малопольского воеводства: регистрационный номер 510 от  25 июня 1987 года.
Церковь святого Евангелиста Луки (пол. Cerkiew św. Łukasza Apostoła) — бывшая грекокатолическая, потом латинская, в настоящее время православная церковь, находящаяся в селе Кункова, Горлицкий повят, Малопольское воеводство. Приход входит в деканта Новы-Сонч Перемышльской и Новосондентской епархии Польской православной церкви.
Памятник архитектуры Малопольского воеводства, находящийся на туристическом маршруте «Путь деревянной архитектуры» Малопольского воеводства.

## История
Церковь святого Евангелиста Луки была построена в 1868 году. В Кункове до Второй мировой войны проживали лемки, которые были грекокатоликами. В 1927 году жители села во время Тылявского раскола перешли в православие и храм святого Евангелиста Луки стал использоваться православной общиной. В 1947 году жители села во время операции «Висла» жители села были переселены на западные территории Польши, а в Кункову переселились поляки. Храм святого Евангелиста Луки стал использоваться латинской общиной села. В 1956 году большинство переселённых лемков возвратилось на родину, однако храм не был передан православной общине до 2009 года. 17 декабря 2009 года после судебного разбирательства церковь святого Евангелиста Луки была передана православной общине.
25 июня 1987 года церковь святого Евангелиста Луки была внесена в реестр памятников Малопольского воеводства.

## Описание
Деревянная церковь построена в характерном для западнолемковской архитектуры трёхкупольном стиле XIX века. В 1904 году внутренние стены храма были разукрашены полихромией фигурного орнамента. В храме находятся алтарь XIX века, боковой бароккобарочный алтарь XVIII века и иконы XVII века.
Возле церкви расположено небольшое православное кладбище, огороженное деревянным ограждением с воротами.

## Источник
- G. i Z. Malinowscy, E. i P. Marciniszyn, Ikony i cerkwie. Tajemnice łemkowskich świątyń, Carta Blanca, Warszawa 2009, ISBN 978-83-61444-15-2
- Szlak architektury drewnianej, wyd. Bezdroża, Kraków 2005, ISBN 83-89283-52-2